# 인천시 동구·북구
인천시 동구·북구는 대한민국의 옛 국회의원 선거구이다. 당시 경기도 인천시 동구와 북구 지역을 관할했다.

## 역사
제11대 국회의원 선거를 앞두고 인천시 선거구에서 분리되면서 신설되었다.
1981년 7월, 인천시가 인천직할시로 승격되면서 경기도에서 분리되었다. 이에 제12대 국회의원 선거를 앞두고 동구·북구 선거구로 개편되었다.

## 역대 국회의원
| 선거   | 정당 | 정당       | 1위 의원 | 정당 | 정당       | 2위 의원 |
| ------ | ---- | ---------- | -------- | ---- | ---------- | -------- |
| 1981년 |      | 민주정의당 | 김숙현   |      | 민주한국당 | 정정훈   |

## 역대 선거 결과

### 대한민국 제11대 국회의원 선거
|  | 39.94% |

|  | 23.97% |

|  | 9.43% |

|  | 7.83% |

|  | 6.09% |

|  | 4.84% |

|  | 4.00% |

|  | 2.16% |

|  | 1.68% |